# Фортунатов, Алексей Михайлович
 Алексе́й Миха́йлович Фортуна́тов  (1850—1904) — русский анатом, профессор Казанского университета.

## Биография
Родился 17 марта 1850 года[по какому календарю?] в Новгородской губернии в семье священника.
В 1862—1871 годах учился в Новгородской духовной семинарии. Затем уехал в Санкт-Петербург, где в 1876 году окончил естественное отделение физико-математического факультета Санкт-Петербургского университета по со званием кандидата. Продолжил обучение в Императорской военно-медицинской академии и в 1880 году был удостоен звания врача, а 5 мая 1884 года, после защиты диссертации «К вопросу о действии горьких средств. Влияние цетрарина на отделение слюны, желудочного сока, желчи и сока поджелудочной железы» (СПб. : тип. Акад. наук, 1884) — степени доктора медицины.
С 1876 по 1891 год последовательно исполнял обязанности консерватора лаборанта и прозектора при кафедрах анатомии, гистологии и физиологии на кафедре зоологии, сравнительной анатомии и физиологии животных Санкт-Петербургского университета. С 5 сентября 1885 по 10 апреля 1891 года состоял приват-доцентом по кафедре анатомии человека. С 1886 года по 1891 гг. читал обязательный курс анатомии человека для студентов 1 и 2-го семинара по естественному разряду. В 1890/1891 году по поручению физико-математического факультета читал общий курс гистологии для студентов естественного разряда.
С 10 апреля 1891 года был утверждён экстраординарным профессором по кафедре нормальной анатомии на медицинском факультете Казанского университета.
Скончался в Казани 22 мая (4 июня) 1905 года.

## Ссылка
- Фортунатов Алексей Михайлович // Биографика СПбГУ